# Повільна мода
Повільна мода (англ. slow fashion) — напрямок повільного руху, що застосовує його принципи до моди та одягу. Це спосіб знайти та реалізувати підходи до виробництва та використання одягу, засновані на переорієнтації стратегій дизайну, виробництва, споживання, використання та повторного використання, які зменшують вплив на навколишнє середовище та суспільство.
Як така, на відміну від індустріальної практики традиційних компаній-виробників одягу і модних агенцій, повільна мода передбачає використання роботи місцевих виробників, в тому числі індивідуальних, і нешкідливих для природи матеріалів, з метою збереження ремесел і навколишнього середовища, що зрештою і придає цінність всім брендам, споживачам і продавцям, які сповідують повільну моду.
Повільна мода є альтернативою швидкій моді в тому розумінні, що вона пропонує більш етичний та збалансований спосіб життя та споживання. Вона охоплює весь діапазон "збалансованої", "екологічної", "зеленої" та "етичної" моди. Цей рух являє собою бізнес-модель, яка робить акцент як на сповільненні споживацтва, так і на шанобливому ставленні до природи та етиці.
Деякі практики повільної моди:
- Бойкот масового виробництва одягу та швидкої моди.
- Вибір на користь одягу місцевого виробництва та ремісництва для підтримки малого бізнесу; приватна торгівля.
- Покупка вінтажного одягу.
- Віддавання непотрібного одягу іншим.
- Вибір одягу з екологічно раціональних, етично вироблених або перероблених матеріалів.
- Вибір якісного одягу, який слугуватиме довго і який можна відновити, вибір класичного стилю поза сезонними трендами.
- Самостійне виробництво — виготовлення, ремонт, зміна та переробка власного одягу.
- Уповільнення темпів використання модного одягу: купляти менше і більш рідко.